# Cuno von Bodenhausen
Cuno von Bodenhausen (* 7. Juli 1852 in Witzenhausen; † 26. Oktober 1931 in Polling) war ein deutscher Maler.
In Prag absolvierte Cuno von Bodenhausen das Gymnasium und nahm dort gegen Ende der 1860er Jahre Malunterricht bei Alois Kirnig. Ab dem 15. November 1871 studierte er in der Antikenklasse der Münchner Kunstakademie bei Wilhelm von Lindenschmitt Malerei.
1877 machte von Bodenhausen in München mit dem Bild Mignon und der Harfner auf sich aufmerksam. Die gefühlsseligeren seiner Bilder trafen den Geschmack der Zeit.

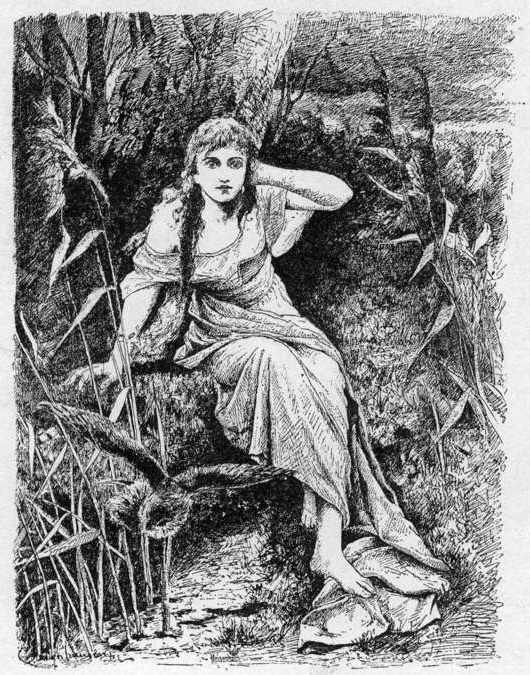
Cuno von Bodenhausen: Das Märchen. München vor 1884